# アーネスト (アミューズメント機器)
株式会社アーネストは、かつてアーケードゲームの卸売やレンタルなどを手掛けていた日本の企業。

## 概要
アミューズメント業界で実績を積んだ前代表者が1999年7月に設立。主にクレーンゲーム機やプリントシール機の卸売並びにレンタルを行っていた。
2002年3月期には約8億5000万円の売上があり、2003年以降はゲームセンター事業にも進出した。しかし、スマートフォンゲームの台頭によるゲームセンターの投資抑制により業績は悪化し、2012年3月期の売上は約1億7000万円にまで落ち込んだ。これに伴い、金融機関から返済猶予を受けることになった他、循環取引（後述）にも手を染めるようになった。
2019年9月に日本アミューズメント産業協会に入会。得意先からの入金が遅れた上に、買掛金の支払い不能により、2019年12月2日に事業を停止して事後処理を弁護士に一任。同年12月16日に大阪地方裁判所から破産手続開始決定を受けた。負債総額は約15億円。日本アミューズメント産業協会も、経営破綻に伴いわずか3か月で退会した。
アーネストは2021年6月14日に法人格が消滅した。

## 循環取引
2019年12月2日の事業停止当日に、取引先であった共和コーポレーションは債権1億4200万円が取立不能または取立遅延の恐れがあることを発表した。
これを受けて、共和コーポレーションは2019年12月26日に第三者委員会を設置して調査を進めてきたが、共和コーポレーションは2020年2月3日に、アーネストの間で循環取引が行われた恐れがあることを発表した。共和コーポレーションは同年2月14日に、同日に提出期限であった2020年3月期第3四半期報告書の提出期限の延長承認を受けた。
共和コーポレーションは2020年3月13日に、第三者委員会から調査報告書を受領。調査書によれば、アーネストと共和コーポレーションとの取引は、共和コーポレーション東京支店副支店長が入社した2015年7月ごろから、共和コーポレーションが他社であるA社からアーケードゲーム機を仕入れ、アーネストへ販売していたという。アーネストとの間における循環取引は、共和コーポレーション東京支店の副支店長が同業となる新会社を設立して競合取引を行い、共和コーポレーション東京支店副支店長とアーネスト社長との間でLINEでやりとりしながらアーネストによる循環取引に関与し、共和コーポレーション東京支店副支店長はバンダイナムコアミューズメントの『クレナシリーズ』などをA社から直接仕入れてアーネストへ販売し、アーネストはA社へ転売していた他、セガ・インタラクティブ（2020年4月にセガへ吸収合併）の『UFOキャッチャーシリーズ』、北日本通信工業の『デカクレシリーズ』などを間接的にA社から仕入れてアーネストへ販売し、アーネストはA社へ転売していたことなどが明らかとなった。2019年9月のA社に対する支払い稟議書（アーネストへの販売分）の中に、中古市場では入手困難であるコナミアミューズメントの『アニマロッタシリーズ』が含まれていたことから、共和コーポレーションは、同年にオープンした店舗へ導入するために『アニマロッタシリーズ』の中古筐体1台を購入したことから、共和コーポレーション専務取締役は、『アニマロッタシリーズ』の在庫に疑念を持つようになり、在庫確認を指示した。
アーネスト元社長も循環取引を行っていた事実を認めた。共和コーポレーションは最終的に、循環取引はアーネスト主導で、共和コーポレーションなど他社を巻き込んで行っていた事と結論付けた。
共和コーポレーションは2019年3月13日に、2016年3月期並びに2017年3月期の有価証券届出書、2018年3月期有価証券報告書から2020年3月期第2四半期までの報告書、2017年3月期2018年3月期第3四半期から2020年3月期第2四半期までの決算短信並びに2020年3月期第3四半期報告書などを関東財務局へ提出した他、同年4月30日に2018年2月に提出した新規上場申請のための有価証券報告書の訂正報告書を提出した他、2020年3月期において貸倒引当金を計上した。共和コーポレーション東京支店副支店長は懲戒解雇処分された。共和コーポレーションは同年4月1日に関係者の処分並びに人事異動を発表し、常務取締役を降格処分にした他、東京支店長を長野市にある本社勤務にする人事異動を発表した。
共和コーポレーションは2020年9月8日に、横浜地方裁判所に対して元東京支店副支店長に対する損害賠償請求の訴えを提起した。